# 希爾峰
希爾峰（英語：Hill Peaks）是南極洲的山峰，位於瑪麗伯德地，處於達內山西南面4公里的拉德福德島西部，在1929年12月5日由美國探險隊發現，現時由南極條約體系管理。